# 17222 Perlmutter
17222 Perlmutter è un asteroide della fascia principale. Scoperto nel 2000, presenta un'orbita caratterizzata da un semiasse maggiore pari a 2,5582779 UA e da un'eccentricità di 0,1926751, inclinata di 3,93916° rispetto all'eclittica.